# هيدروكلوريد

أملاح هيدروكلوريد

هيدروكلوريد هو الملح الناتج عن تفاعل حمض الهيدروكلوريك مع قاعدة عضوية (كالأمينات على سبيل المثال). بنتشر استخدام أملاح الهيدروكلوريدات في المستحضرات الدوائية.
{\displaystyle \mathrm {R_{3}N+HCl\longrightarrow R_{3}NH^{+}+Cl^{-}} }

## التسمية
يطلق على أملاح الهيدروكلوريد (أو الهيدروكلوريدات) أيضاً اسم "كلوروهيدرات"، وذلك من الفرنسية. كما هناك أيضاً تسمية موريات muriate التاريخية القديمة، المشتقة من التسمية القديمة لحمض الهيدروكلوريك: حمض المورياتيك.

## مثال
عند تفاعل البيريدين (C5H5N) مع حمض الهيدروكلوريك (HCl) ينتج ملح الهيدروكلوريد الموافق، والذي يدعى في هذه الحالة كلوريد البيريدينيوم، والذي تكتب صيغته على الشكل C5H5N·HCl أو −C5H5NH+ Cl

## الاستخدامات
يفيد الحصول على شكل أملاح الهيدروكلوريد في تحويل الأمينات صعبة الانحلالية (الذوبانية) في الماء إلى أشكال قابلة للانحلال في الماء، مما يسهل من طرق منح وإعطاء الدواء. هذه المركبات من الهيدروكلوريدات تنحل بسهولة في مجرى الجهاز الهضمي وكذلك في مجرى الدم بسرعة أكبر. بالإضافة إلى ذلك فإن العديد من أشكال الهيدروكلوريدات للمواد الفعالة تكون ذات فترة صلاحية أطول من القواعد الحرة الموافقة. وهذه الطريقة واسعة الانتشار، إذ يرد في دستور الأدوية الأوروبي European Pharmacopoeia أكثر من 200 مادّة فعّالة في الأدوية.

## اقرأ أيضاً
- كلوريد
- حمض الهيدروكلوريك